# 广东司法警官职业学院
广东司法警官职业学院（英語：Guangdong Justice Police Vocational College）是位于中华人民共和国广东省广州市的一所公办全日制高等职业学校，成立于2002年4月19日，由原广东司法学校和广东省司法警察学校合并组建而成。学院现有龙洞、石井两个校区，龙洞校区位于广州市天河区，石井校区位于广州市白云区。

## 概况

### 院系设置
- 公共基础部
- 警察系
- 信息管理系
- 法律系
- 司法鉴定系
- 安全保卫系

### 师生概况
学院现有教职工308人。